# FSI
FSI (Fuel Stratified Injection) er et varemærke for direkte benzinindsprøjtning, som benyttes af Volkswagen Aktiengesellschafts bilmærker, dvs. Volkswagen, Audi, SEAT og Škoda Auto. Begrebet blev introduceret af Volkswagen i 2000 med Volkswagen Lupo FSI. Motoren i Lupo FSI var på 1,4 liter og havde 105 hk. Den første FSI-model, som kom til Danmark, var dog Touran 1,6 FSI med 115 hk i 2003.
FSI-teknologien blev videreudviklet med introduktionen af Golf GT 1,4 TSI med 170 hk i 2005. Denne 1,4 liter-motor ydede 170 hk ved hjælp af både direkte indsprøjtning, turbolader, intercooler og kompressor og afløste Golf 2,0 FSI med 150 hk.
Nye TSI-motorer introduceres løbende og afløser såvel almindelige benzinmotorer uden direkte indsprøjtning og trykladning som almindelige FSI-motorer uden trykladning.